# モンスター・ムーヴィー (バンド)
モンスター・ムーヴィー（Monster Movie）は、イギリスのロック・バンド。1989年、スロウダイヴのギタリストであるクリスチャン・セイヴィルと、かつてセイヴィルが所属していたエターナル (Eternal)というバンドのメンバーだったショーン・ヒューソンの2人で結成。1990年に1枚のシングルをリリースし、一旦活動を休止。1999年に活動を再開し、現在までに5枚のスタジオ・アルバムを発表。

## ディスコグラフィ

### アルバム
- Last Night Something Happened (2002年、Clairecords)
- To the Moon (2003年、Clairecords)
- Transistor (2004年、Graveface)
- All Lost (2006年、Graveface/ArtOfFact)
- 『エヴリワン・イズ・ア・ゴースト』 - Everyone Is a Ghost (2010年、Graveface)
- Keep the Voices Distant (2017年、Graveface)

### EP
- Monster Movie EP (2001年、Clairecords)
- Preface EP (2002年、Graveface) ※ドリームエンド（英語版）とのスプリット